# Вандалар
Вандалар (Wandalar; * 395 в Украйна; + 459 г.), e крал на остготите. Той е син на краля на остготите Винитар, († 390 г.) и е от рода на Амалите. Вандалар е дядо на краля на остготите Теодорих Велики.
Вандалар има 3 сина: Валамир, Тиудимир и Видимир.
Наследник на трона на Вандалар през 440 г. става най-стария му син Валамир (от 440 до 470 г.).